# 漫游车环境监测站

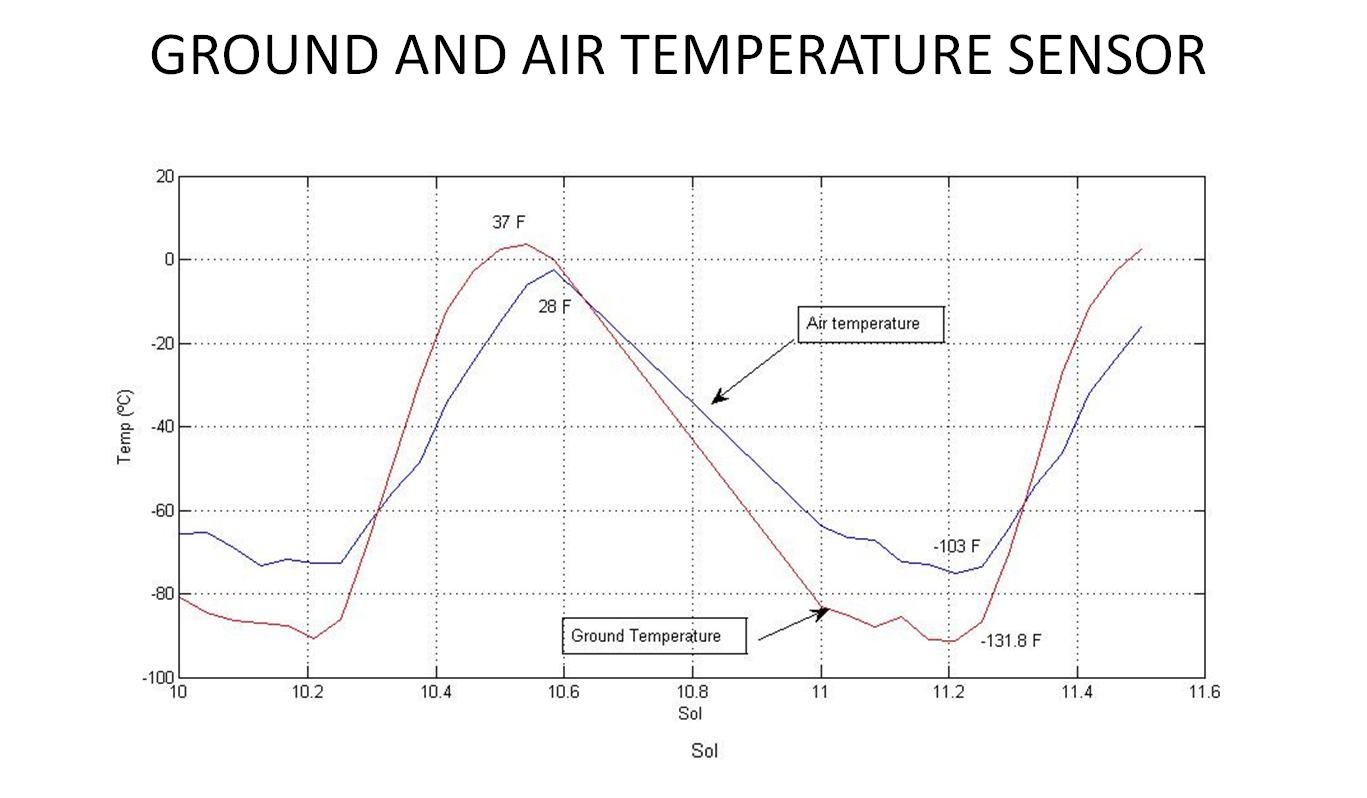
“好奇号”火星车环境监测站记录的火星温度(2012年8月16日至17日)。

漫游车环境监测站（REMS）是由一台西班牙和芬兰共同为火星上好奇号漫游车研制的气象监测站。漫游车环境监测站用于测量火星上的湿度、气压、气温、风速和紫外线辐射。该项目由西班牙天体生物学中心牵头，芬兰气象研究所作为合作伙伴，负责提供气压和湿度传感器。

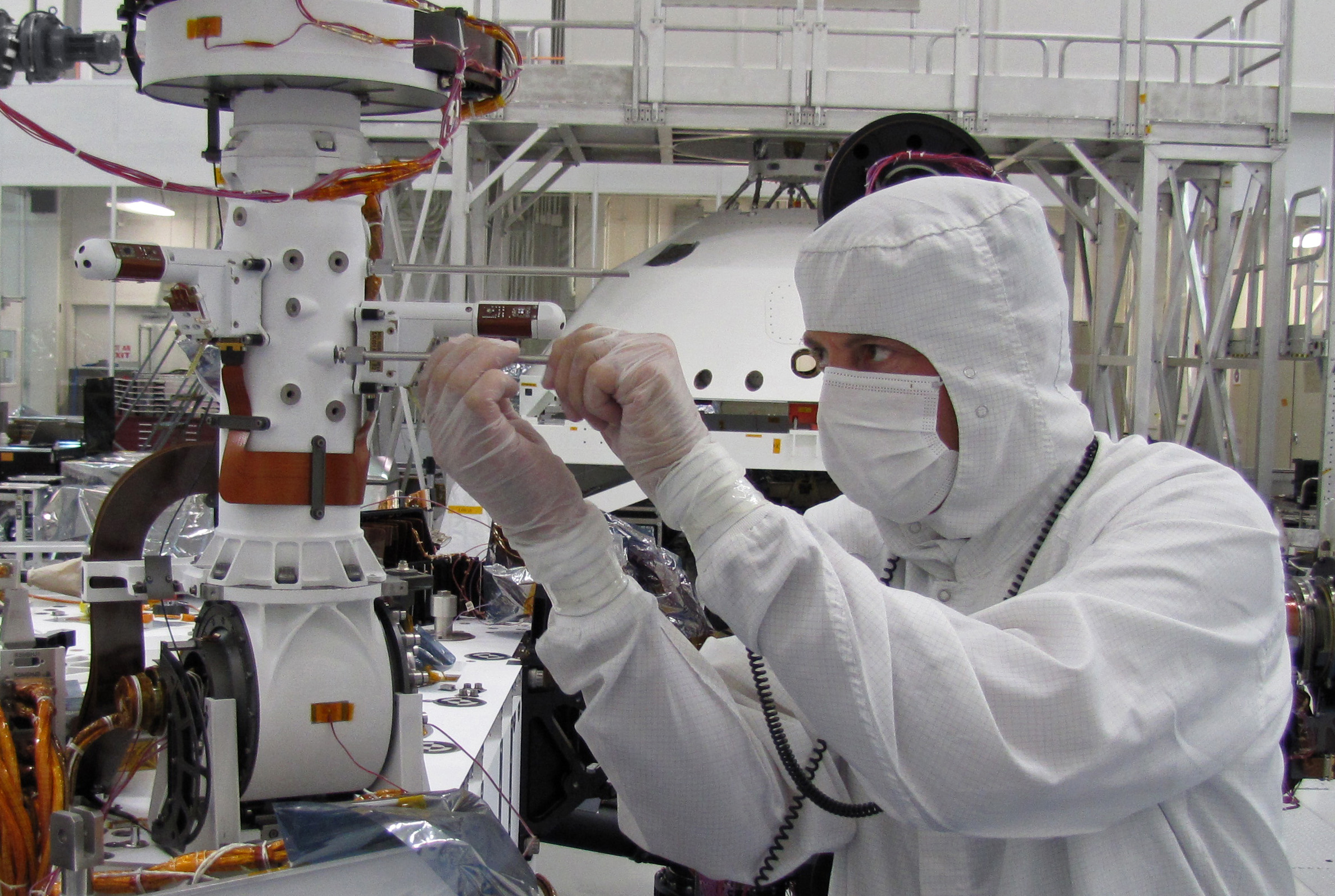
火星科学实验室漫游车环境监测站

## 概述
所有传感器都位于三大部件周围：两支吊杆连接在漫游车“遥感桅杆”（RSM）上、“紫外线传感器”（UVS）集成在漫游车顶板上，以及安装在漫游车内的“仪器控制单元”（ICU）。环境监测站的目标包括了解火星大气环流、小规模天气系统、局部水文循环、紫外线辐射的破坏潜力，以及基于地表-大气层互动作用的地下宜居性。
到2012年8月18日，漫游车环境监测站已被开启，数据不断传回到地球。当时的温度为华氏37度（摄氏2.8度）。2012年8月21日，两台风速计中的一台发回的数据有误。经测试得出结论，它已损坏，可能是降落时撞到岩石，但另一具传感器仍可探测到火星风。
这些报告被发布在天体生物学中心网站和推特上。
漫游车环境监测站的部分
- 仪表控制单元
- 紫外线传感器
- 吊杆一装有：
  - 空气温度传感器
  - 风速传感器
  - 地面气温传感器
- 吊杆二装有：     
  - 空气温度传感器
  - 风速传感器
  - 湿度传感器

气压传感器可检测1至1150岶(单位为帕斯卡)的大气压(0.000145038磅/英寸2至0.1667934磅/英寸2)，相比之下，地球上的1个大气压为101325帕斯卡或14.7磅/英寸2。
2018年发射的洞察号火星着陆器上应用于漫游车环境监测站的气温、风速和风向传感器也由西班牙提供。

## 结果

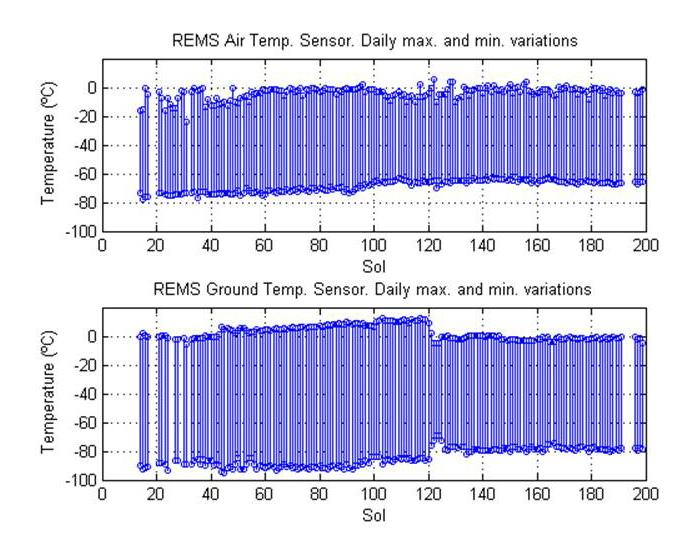
盖尔撞击坑温度图表

## 另请查看
- 教育、文化和体育部 (西班牙)
- 洞察号温度和风速测量仪器 (应用于洞察号着陆器)